# Роз'їзд 22
Роз'їзд 22 (каз. рзд.22) — станційне селище у складі Шиєлійського району Кизилординської області Казахстану. Входить до складу Байтерецького сільського округу.
У радянські часи селище називалось Акмая.
Населення — 101 особа (2021; 141 у 2009, 186 у 1999, 1231 у 1989).